# Синявино (городской округ Янтарный)
Синя́вино (до 1946 года Гросс-Хубникен, нем. Groß Hubnicken) — посёлок в Янтарном городском округе Калининградской области.

## История
Населённый пункт Гросс-Хубникен старее Янтарного, он был центром крупного сельскохозяйственного района в те времена, когда Пальмникен был заштатной деревней.
В XIV веке Гросс-Хубникен входил в состав каммерамта Зюдау.
В 1933 году в Гросс-Хубникене был построен планерный аэродром, в ангарах стояло 3 учебных самолёта. Школьники соседних поселений охотно занимались здесь планерным спортом. Среди взрослых были спортсмены, достигшие больших результатов на международных соревнованиях. Лучшим среди всех стал Ф. Шульц, поставивший на своём планере мировой рекорд того времени: 6 часов 40 минут он продержался в воздухе.
С 1945 года в составе РСФСР, СССР. В 1946 году Гросс Хубникен был переименован в посёлок Синявино..

## Население
| 2002 | 2010 |
| ---- | ---- |
| 275  | ↗307 |